# Anyád napja
Az Anyád napja (Monster-in-Law) 2005-ben bemutatott amerikai romantikus filmvígjáték Robert Luketic rendezésében. 
A főbb szerepekben Jane Fonda, Jennifer Lopez, Michael Vartan és Wanda Sykes látható.

## Cselekmény
Charlie átlagos városi lány, boldogan, de néha unalmasan éli hétköznapjait két lakótársával, Remyvel és Morgan-nal. Mivel alkalmi munkákból, például kutyasétáltatásból él, korlátoltak az anyagi lehetőségei. Mégis inkább az aggasztja, hogy már évek óta nem volt normális párkapcsolata, Remy szerint főként a szexhiány miatt szenved. Egyik reggel azonban munka közben megpillant egy igazán jóképű férfit, akihez vonzódni kezd. A sors különös véletlene folytán aznap még kétszer találkozik az ismeretlen férfival, és csak a harmadik alkalommal, egy fogadáson tudja meg, hogy az illető Dr. Kevin Fields, egy sikeres orvos. A fogadás során kiderül, hogy Kevinnek sem közömbös Charlie, de a félénk lány nem mer közeledni hozzá. Egy gazdagabb nő, Fiona ekkor féltékenységében megpróbálja elhitetni Charlie-val, hogy Kevin meleg, ami sikerül is neki. Másnap reggel Kevin megkeresi Charlie-t a tengerparton, ám a lány már nem örül ennek annyira, a Fionától hallottak miatt.

## Szereplők
| Színész          | Szereplő                               | Magyar hang        |
| ---------------- | -------------------------------------- | ------------------ |
| Jennifer Lopez   | Charlotte "Charlie" Cantilini          | Kéri Kitty         |
| Jane Fonda       | Viola Fields                           | Földi Teri         |
| Michael Vartan   | Dr. Kevin Fields                       | Czvetkó Sándor     |
| Wanda Sykes      | Ruby                                   | Horváth Zsuzsa     |
| Adam Scott       | Remy                                   | Hevér Gábor        |
| Annie Parisse    | Morgan                                 | Horváth Lili       |
| Monet Mazur      | Fiona                                  | Németh Kriszta     |
| Elaine Stritch   | Gertrude                               | Illyés Mari        |
| Will Arnett      | Kit                                    |                    |
| Jenny Wade       | Lány, akire Violát lecserélik a TV-ben | Molnár Ilona       |
| Stephanie Turner | Tanya Murphy, a popsztár               | Bogdányi Titanilla |

## Filmzene
1. Etta James – "Tell Mama"
2. Rosey – "Love (Koop Remix)"
3. Esthero – "Everyday is a Holiday (with You)"
4. Gabin feat. Dee Dee Bridgewater – "Into My Soul"
5. Astaire – "L-L-Love"
6. Rhombus feat. Raashi Malik – "Tour of Outer Space"
7. Andrew Frampton, Wayne Wilkins, és Emma Rhodes – "Make Up Bag"
8. Howard Blake – "Just a Ride"
9. Ellie Lawson – "Down with You"
10. Nellie McKay – "Won't U Please B Nice"
11. Rick Rossi Jazz Quartet – "Sugar Loaf"
12. Magnet – "Where Happiness Lives"
13. Rachael Yamagata – "1963"
14. Kodaly String Quartet – "Sun Quartet for Strings, Op. 20, No. 6"
15. "Sweet Adeline"
16. "Tina's Dream II"
17. Joss Stone – Super Duper Love (Are You Diggin' on Me?) Pt. 1
18. Frank Chacksfield és zenekara – "Parakeets of Paraguay"
19. The Bob Florence Trio – "Cowbells"
20. Eder Quartet – "String Quartet No. 21 in D Major, K. 575, 'Prussian No. 1', Allegretto"
21. Milt Buckner – "The Beast"
22. Stevie Wonder – "For Once in My Life"
23. Madeleine Peyroux – "Don't Wait Too Long"

## Díjak, jelölések
| Év   | Díj                   | Kategória                          | Jelölt                    | Eredmény |
| ---- | --------------------- | ---------------------------------- | ------------------------- | -------- |
| 2010 | Arany Málna díj       | Az évtized legrosszabb színésznője | Jennifer Lopez            | Jelölve  |
| 2006 | Arany Málna díj       | Legrosszabb színésznő              | Jennifer Lopez            | Jelölve  |
| 2006 | Black Reel Award      | Legjobb női mellékszereplő         | Wanda Sykes               | Jelölve  |
| 2005 | BET Comedy Award      | Legjobb női mellékszereplő         | Wanda Sykes               | Elnyerte |
| 2005 | Golden Trailer Awards | Legjobb vígjáték                   |                           | Jelölve  |
| 2005 | Teen Choice Awards    | Choice Date Movie                  |                           | Jelölve  |
| 2005 | Teen Choice Awards    | Legjobb női főszereplő (vígjáték)  | Jennifer Lopez            | Jelölve  |
| 2005 | Teen Choice Awards    | Legjobb filmes kémia               | Jennifer Lopez Jane Fonda | Jelölve  |
| 2005 | Teen Choice Awards    | Legjobb filmes hiszti              | Jane Fonda                | Jelölve  |
| 2005 | Teen Choice Awards    | Legjobb filmes hazudozó            | Jane Fonda                | Jelölve  |
| 2005 | Teen Choice Awards    | Legjobb filmes gonosz              | Jane Fonda                | Jelölve  |